# Rame EAV ETR.243
La rame EAV ET.243 est une rame automotrice ferroviaire italienne conçue par le groupe de construction Firema en 2012 et adopté par la compagnie napolitaine EAV pour ses lignes  régionales Ferrovia Alifana et Ferrovia Caudina de Naples.

## Histoire
Cette première série de rames électriques composées de 2 caisses bloquées a été commandée par la société publique napolitaine pour renforcer son offre de transport sur ses lignes régionales et notamment la Ferrovia Alifana et Ferrovia Caudina de Naples. L'étude de conception de cette rame a été menée de concert entre EAV et le constructeur Firema. La fabrication a été confiée au groupe de construction ferroviaire italien Firema mais, en raison des difficultés liées à la création du groupe TFA, la fabrication a pris un peu de retard. Les 3 premières rames ont été livrées, deux pour le centre d'homologation ANSF de Florence Osmannoro dans la Gare de Florence-Santa-Maria-Novella qui doit mener à son terme le programme d'essais en vue de la délivrance des certificats de mise en service "AMIS", et la 3ème, directement à la compagnie pour la certification auprès de l'USTIF (Ufficio Speciale Trasporti a Impianti Fissi) de Campanie. La livraison de l'ensemble des rames commandées a été effective en janvier 2017. 
La compagnie publique EAV, qui fait partie du Service ferroviaire métropolitain de Naples, a établi une première commande de 9 rames complètes et la première rame a été livrée le 11 janvier 2016. La phase d'essais de qualification va durer 3 mois et la mise en service de la première rame est intervenue le 23 juin 2017.
Chaque rame se compose de deux caisses indissociables, comportant 4 bogies motorisés, comme les rames ETR.500 Alfa 3. 